# Prefettura di Lélouma
Lélouma è una prefettura della Guinea nella regione di Labé, con capoluogo Lélouma.
La prefettura è divisa in 11 sottoprefetture:
- Balaya
- Djountou
- Hérico
- Korbé
- Lafou
- Lélouma
- Linsan
- Manda
- Parawol
- Sagalé
- Tyanguel-Bori